# Ravenska jama
Ravenska aragonitna jama se nahaja v kraju Ravne pri Cerknem.
Njena posebnost, zaradi katere je znana daleč po svetu, je izjemno bogat aragonitni okras. Medtem ko so kalcitne sige in kapniki v jamah običajen pojav, krasijo snežnobeli aragonitni kristali le redke jame v svetu. Gre za 352 m dolg splet rovov v treh nivojih, vhodni rov pa se nahaja na 703 m nadmorske višine.
Najimenitnejši so skupki tudi nad 10 cm dolgih iglic v obliki tako imenovanih ježkov, ki predstavljajo krono okrasja Ravenske jame. Kljub pustošenju jame v preteklosti, ostaja jama lepo ohranjena in urejena.
Ravensko jamo je po naključju odkril domačin Martin Čelik že leta 1832. Vhod vanjo je sredi vasi ob domačiji pri Kramarju.
V letu 2005 pa je bil nekaj sto metrov od prvotnega vhoda v Ravensko jamo odkrit nov vhod v podzemlje. Po dosedanjih ocenah jamarjev naj bi se novo odkrita jama stikala z ostalim delom. Nekaj redkim posameznikom je bilo dano, da so si to podzemlje tudi že ogledali. Jama postreže z resnično neverjetnimi primerki aragonita ter ostalim podzemnim okrasjem.
V kraških jamah se v vodi raztopljen karbonat izloča običajno kot kalcit in pri tem tvori znane stalagmite in stalaktite. Pri višjih temperaturah, nižji koncentraciji kalcijevega bikarbonata v vodi, ob visokih koncentracijah magnezija, stroncija in svinca pa pride do izločanja v obliki aragonita. Aragonit kristalizira v igličastih kristalih v ortorombskem kristalnem sistemu. 
Kraške jame z aragonitnimi kapniki so redke. Znana je  Ohtinska aragonitna jama (slovaško: Ochtinská aragonitová jaskyňa), ki je vključena v UNESCOv seznam svetovne naravne dediščine.
Ravenska jama že nekaj let ni odprta za obiskovalce.